# Thomas Sykora
Thomas Sykora (Tulln an der Donau, 18 maggio 1968) è un ex sciatore alpino austriaco.
Slalomista puro, vinse una medaglia olimpica, 9 gare di Coppa del Mondo e due Coppe del Mondo di specialità; fu uno dei punti di forza della nazionale austriaca negli anni 1990.

## Biografia
Thomas Sykora, originario di Göstling an der Ybbs, proviene da una famiglia di grandi tradizioni nello sport: è nipote dell'atleta e pallamanista Maria e dell'atleta Liese e cugino della pallamanista Karin Prokop.

### Carriera sciistica

#### Stagioni 1992-1996
Slalomista puro, Sykora ottenne il primo risultato di rilievo in Coppa del Mondo il 30 novembre 1991, giungendo 25º a Breckenridge; un anno dopo, il 6 dicembre 1992 a Val-d'Isère, salì per la prima volta sul podio piazzandosi 2º nella gara vinta dallo svedese Thomas Fogdö. Debuttò ai Campionati mondiali a Morioka 1993, classificandosi al 9º posto, e ai Giochi olimpici invernali a Lillehammer 1994, dove non completò la prova.
Nel 1996 conquistò la prima vittoria in Coppa del Mondo, il 14 gennaio sulla Ganslern di Kitzbühel, e prese parte ai Mondiali della Sierra Nevada, senza completare la gara. In quella stessa stagione 1995-1996 in Coppa Europa conquistò 6 vittorie (tra le quali il suo ultimo podio nel circuito, il 2 marzo a Missen), si aggiudicò la classifica di specialità e si classificò 2º in quella generale vinta dal compagno di squadra Hermann Maier con 43 punti di vantaggio.

#### Stagioni 1997-2002
Nella stagione 1996-1997 in Coppa del Mondo lo sciatore austriaco conquistò cinque successi, tra i quali alcune classiche dello slalom speciale come quella del 17 dicembre sulla 3-Tre di Madonna di Campiglio e quella del 19 gennaio sulla Männlichen/Jungfrau di Wengen, e si aggiudicò la sua prima Coppa del Mondo di slalom speciale, con 25 punti di vantaggio sul compagno di squadra Thomas Stangassinger; sempre nel 1997 ai Mondiali di Sestriere, sua ultima presenza iridata, si piazzò nuovamente al 9º posto.
Anche nella stagione 1997-1998 vinse la Coppa del Mondo di specialità (con 4 punti di margine su Stangassinger), grazie anche a due vittorie tra le quali l'ultimo podio della sua carriera, il 26 gennaio sulla Ganslern di Kitzbühel; nello stesso anno ai XVIII Giochi olimpici invernali di Nagano 1998, sua ultima presenza olimpica, incrementò il palmarès con la medaglia di bronzo ottenuta nella gara dominata dai norvegesi Hans Petter Buraas (oro) e Ole Kristian Furuseth (argento). Sykora terminò la sua relativamente breve carriera, segnata da gravi infortuni alle ginocchia, in occasione della gara di Coppa del Mondo disputata il 20 gennaio 2002 a Kitzbühel, che non portò a termine.

### Altre attività
Dopo il ritiro divenne commentatore televisivo per le gare di sci alpino.

## Palmarès

### Olimpiadi
- 1 medaglia:
  - 1 bronzo (slalom speciale a Nagano 1998)

### Coppa del Mondo
- Miglior piazzamento in classifica generale: 8º nel 1997
- Vincitore della Coppa del Mondo di slalom speciale nel 1997 e nel 1998
- 21 podi (tutti in slalom speciale):
  - 9 vittorie
  - 9 secondi posti
  - 3 terzi posti

#### Coppa del Mondo - vittorie
| Data             | Località             | Paese       | Specialità |
| ---------------- | -------------------- | ----------- | ---------- |
| 14 gennaio 1996  | Kitzbühel            | Austria     | SL         |
| 10 marzo 1996    | Hafjell              | Norvegia    | SL         |
| 24 novembre 1996 | Park City            | Stati Uniti | SL         |
| 17 dicembre 1996 | Madonna di Campiglio | Italia      | SL         |
| 6 gennaio 1997   | Kranjska Gora        | Slovenia    | SL         |
| 12 gennaio 1997  | Chamonix             | Francia     | SL         |
| 19 gennaio 1997  | Wengen               | Svizzera    | SL         |
| 4 gennaio 1998   | Kranjska Gora        | Slovenia    | SL         |
| 26 gennaio 1998  | Kitzbühel            | Austria     | SL         |

Legenda:

SL = slalom speciale

### Coppa Europa
- Miglior piazzamento in classifica generale: 2º nel 1996
- Vincitore della classifica di slalom speciale nel 1996
- 7 podi (dati dalla stagione 1994-1995):
  - 6 vittorie
  - 1 terzo posto

#### Coppa del Mondo - vittorie
| Data             | Località             | Paese    | Specialità |
| ---------------- | -------------------- | -------- | ---------- |
| 20 dicembre 1995 | Madonna di Campiglio | Italia   | SL         |
| 6 febbraio 1996  | Altaussee            | Austria  | SL         |
| 7 febbraio 1996  | Altaussee            | Austria  | SL         |
| 11 febbraio 1996 | Kranjska Gora        | Slovenia | SL         |
| 1º marzo 1996    | Kempten              | Germania | SL         |
| 2 marzo 1996     | Missen               | Germania | SL         |

Legenda:

SL = slalom speciale

### Far East Cup
- 1 podio (dati dalla stagione 1994-1995):
  - 1 secondo posto

### Campionati austriaci
- 3 medaglie[2]:
  - 2 ori (slalom speciale nel 1996; slalom speciale nel 1997)
  - 1 bronzo (slalom speciale nel 1992)

## Onorificenze
Sykora fu insignito di due decorazioni d'onore dell'Ordine al merito della Repubblica austriaca: